# Willem Hoffmann

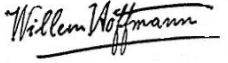
Handtekening Johan Willem Hoffmann

Johan Wilhelm Hoffmann (Amsterdam, 23 oktober 1873 - Nijmegen, 6 september 1939) was een Nederlandse architect.
Hoffmann was een leerling van architect Derk Semmelink en zette in 1899 zijn atelier aan de Hertogstraat 69 tezamen met Piet Gerrits uit Hatert voort. Hij ontwierp tal van villa's in Nijmegen en omgeving. Veel van zijn ontwerpen bevatten jugendstil- en art-nouveau-elementen. Het werk laat een duidelijke signatuur zien van zijn leermeester Semmelink. Zijn bekendste werk is misschien wel Villa Het Slotje (ook Het Slotje van de Baron) aan de Neerbosscheweg 620 in Nijmegen. Dit kenmerkende gebouw ligt bij binnenkomst van Nijmegen via de A73 en de Neerbosscheweg aan de linkerkant van de weg.

## Selectie van werken (chronologisch)
| Plaatsnaam | Gebouw                               | Jaar      | Opmerkingen                                            |
| ---------- | ------------------------------------ | --------- | ------------------------------------------------------ |
| Hees       | Huize Rica, Voorstadslaan 351        | 1903-1904 |                                                        |
| Nijmegen   | Gerard Noodtstraat                   | 1906-1907 | Verbouwingen in 1926 en 1931 ook door Hoffmann gedaan. |
| Nijmegen   | Groesbeekseweg 212                   | 1907      | Begin 1900 was het straatnummer 250                    |
| Neerbosch  | Villa Het Slotje, Neerbosscheweg 620 | 1907-1908 |                                                        |
| Nijmegen   | Groesbeekse weg 232                  | 1908-1909 |                                                        |
| Hees       | Voorstadslaan 47                     | 1908-1909 |                                                        |
| Nijmegen   | Louiseweg 12                         | 1915-1916 |                                                        |
| Nijmegen   | Heyendaalseweg 45                    | 1925-1926 |                                                        |
| Nijmegen   | Wilhelminaziekenhuis                 | 1928-1940 | Verbouwingen met Architect Haspels                     |

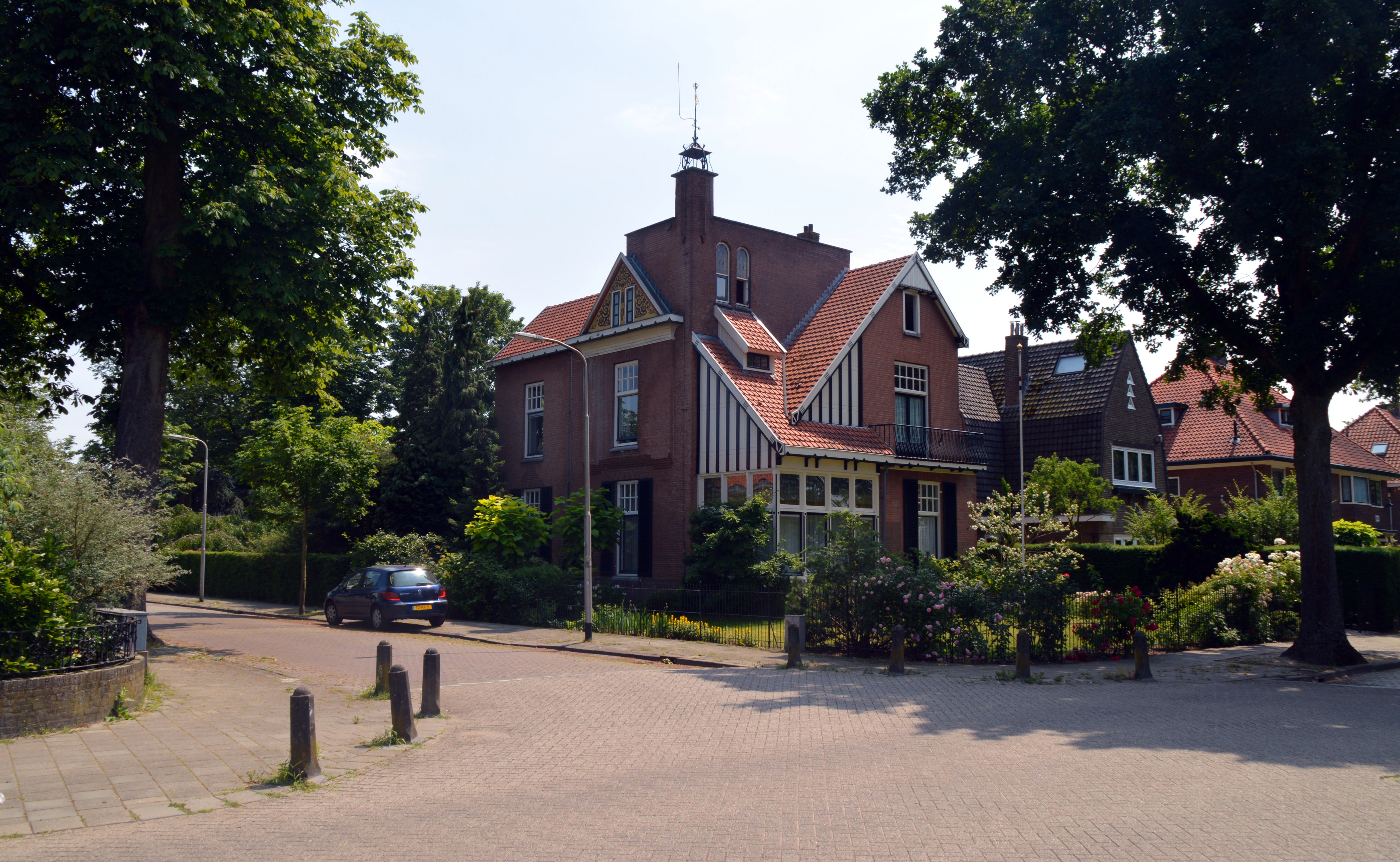
Villa Rica 1904 Voorstadslaan 351
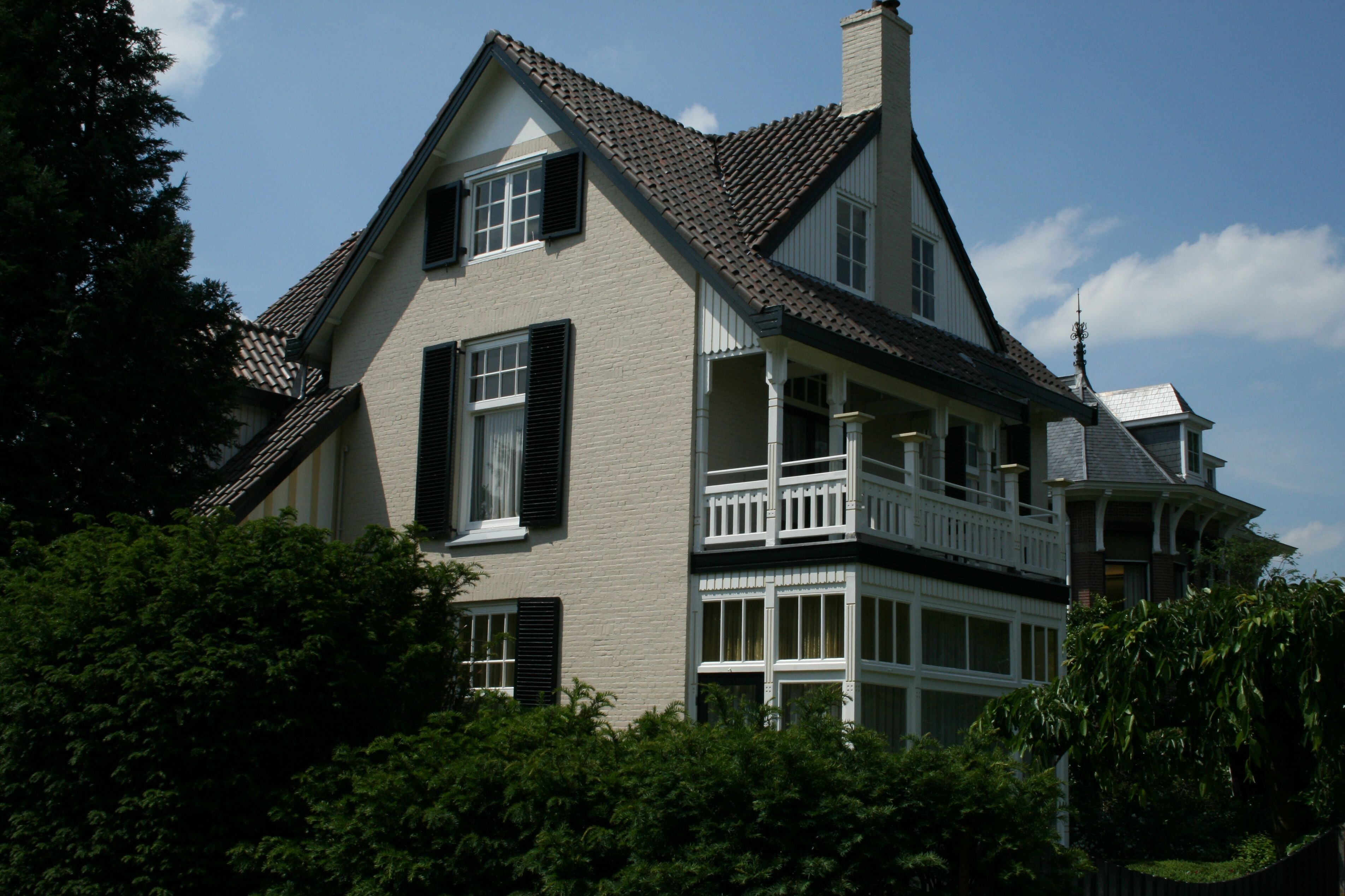
Villa Margareta 1907 Groesbeekseweg 212
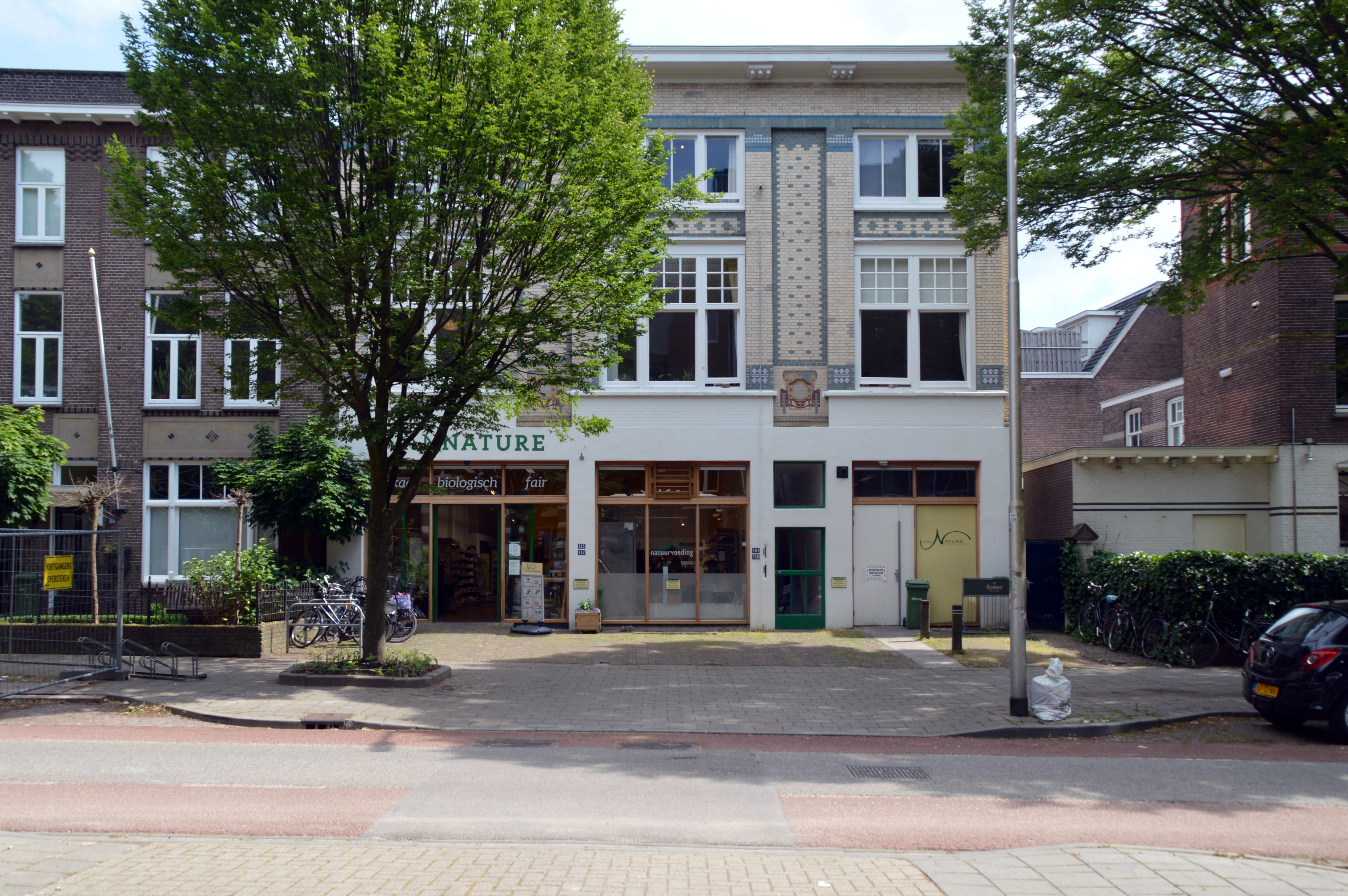
Gerard Noodstraat Nijmegen 1907
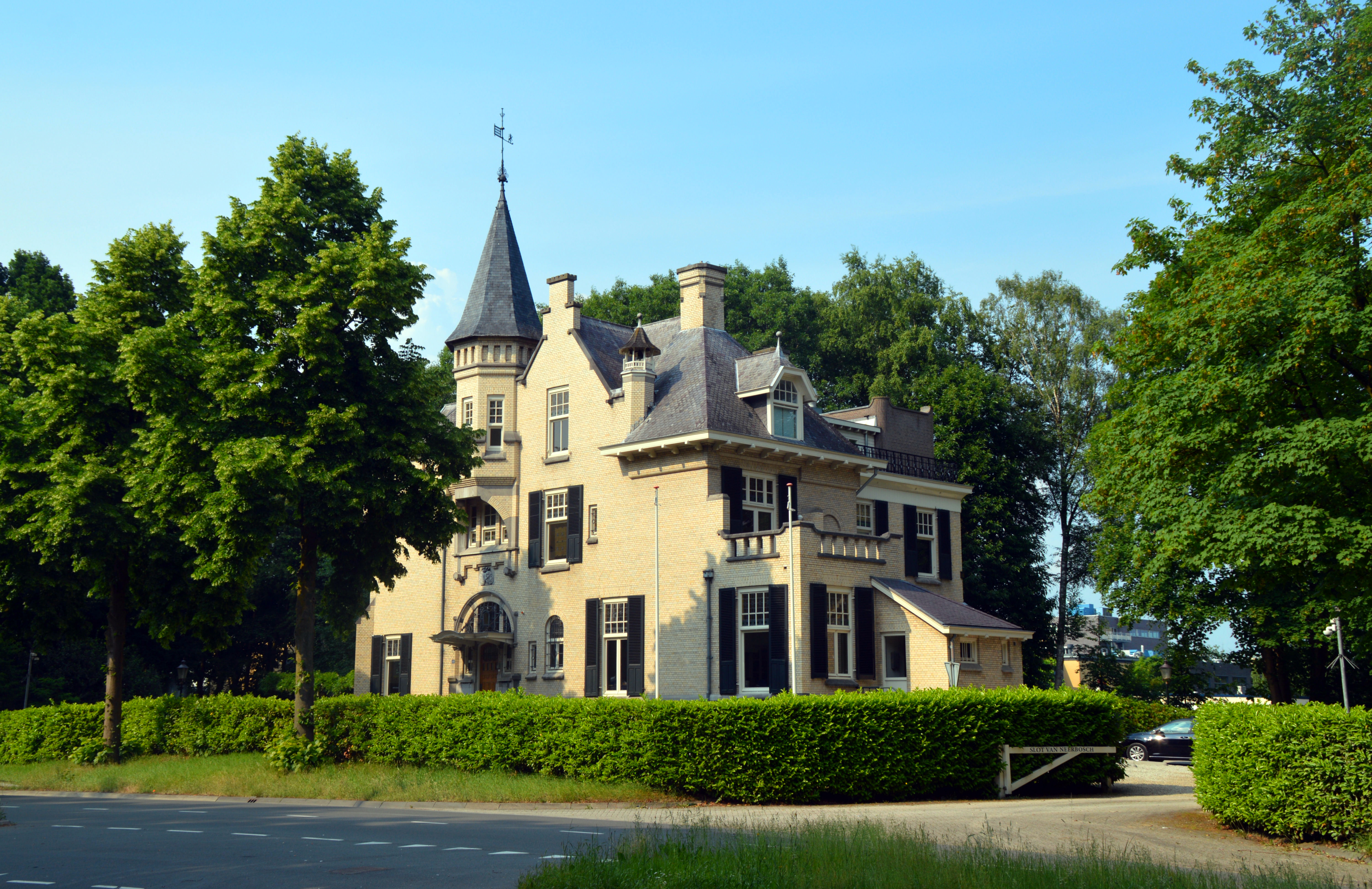
Villa Het Slotje 1908
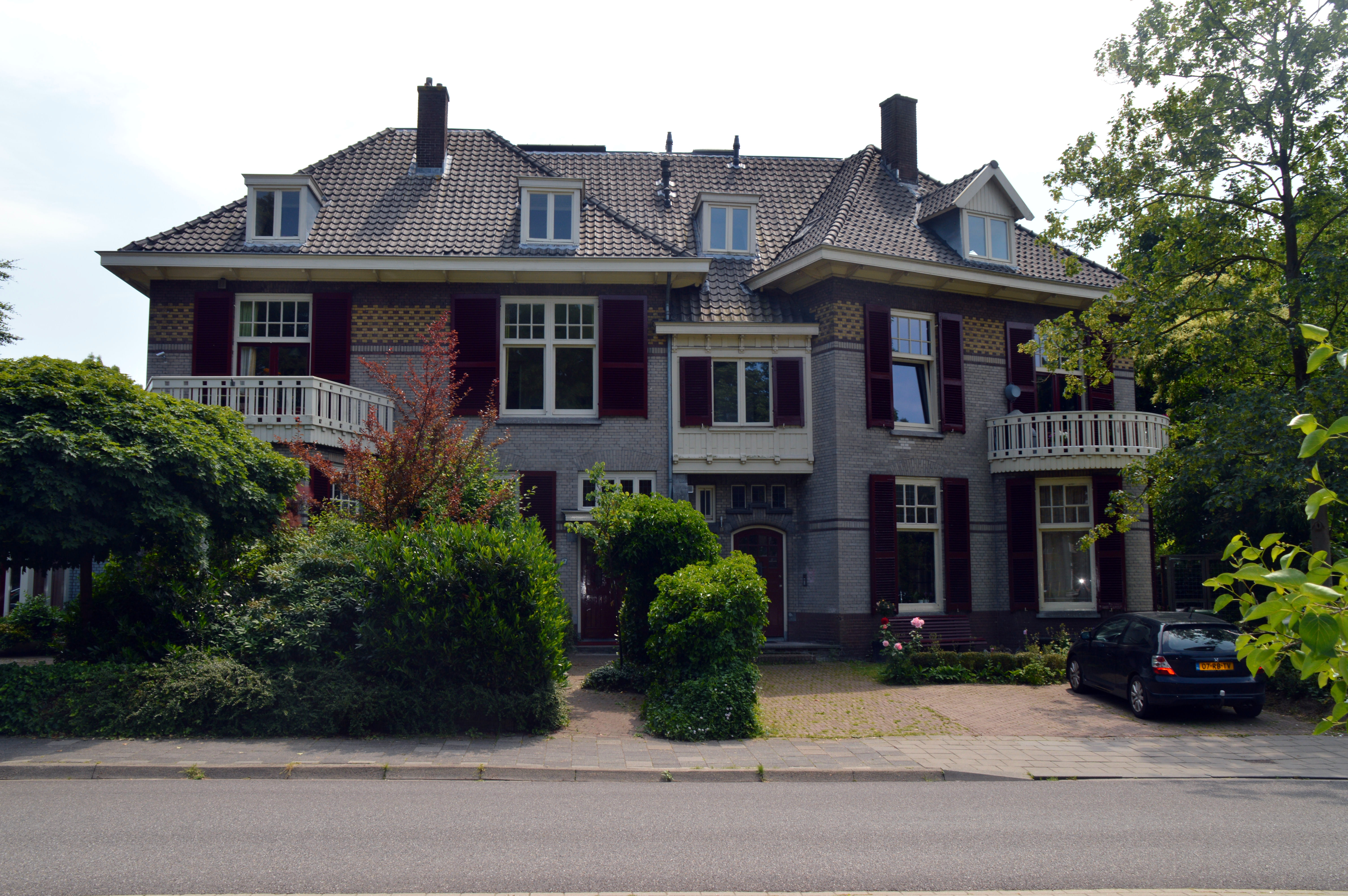
Voorstadslaan 47 1909
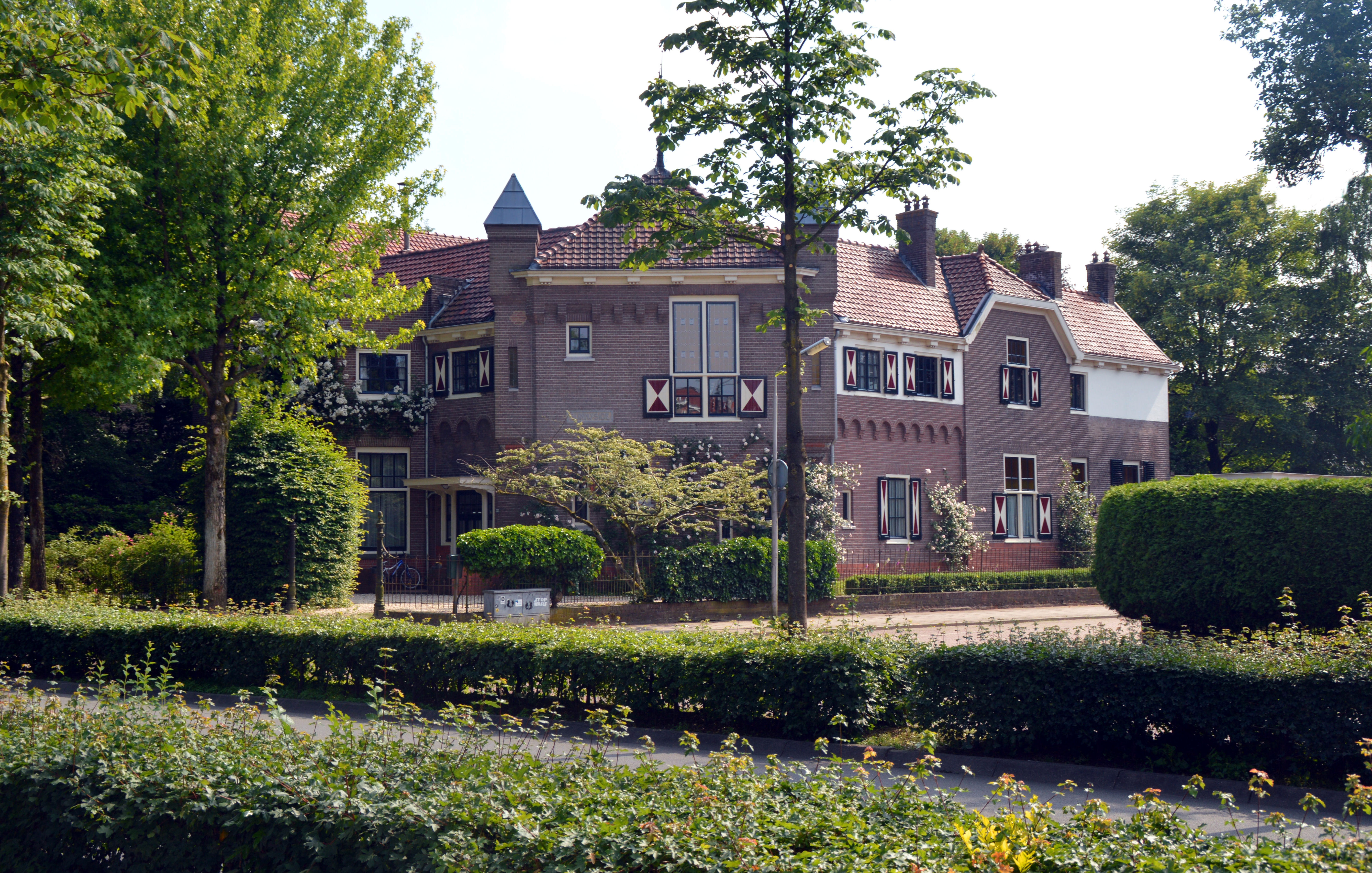
Groesbeekseweg 232 1909